# 國立歷史與藝術博物館
49°36′43″N 06°07′59″E / 49.61194°N 6.13306°E
國立歷史與藝術博物館是盧森堡南部盧森堡市的一座博物館。

## 历史
展示盧森堡歷史上各時期的藝術品和文物。國立歷史與藝術博物館位於盧森堡市魚市場，這裡也是盧森堡市的歷史中心地區。

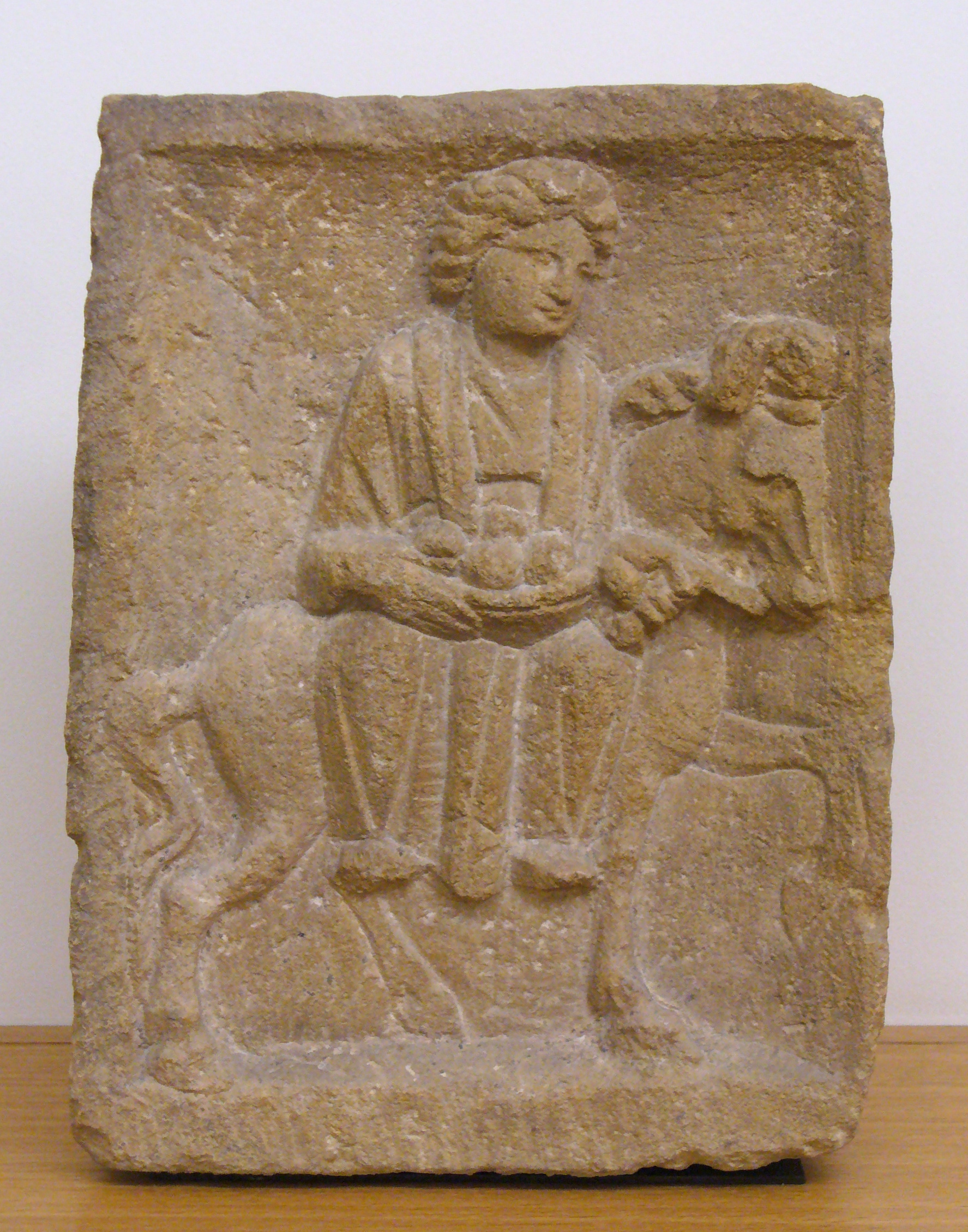
展出的罗马雕刻

## 外部連結
维基共享资源上的相關多媒體資源：National Museum of History and Art
- （法文） National Museum of History and Art official website（页面存档备份，存于）
- Christian Bauer et Associés - architect's website